# The Old Shit (Insane Clown Posse)
The Old Shit è una compilation del gruppo Insane Clown Posse. Contiene materiale inedito dei vari album del gruppo.

## Tracce
1. Ghetto Zone
2. Toy Box
3. Bugz on my Nutz
4. Hellalujah
5. Get Off Me, Dog!
6. Night of the Axe
7. What Is a Juggalo?
8. 17 Dead
9. Cotton Candy
10. 3 Rings
11. Blackin' Yo Eyez
12. Bitches (feat. Ol' Dirty Bastard)
13. Kiss the Clown
14. Southwest Song
15. Boogie Woogie Wu
16. Terrible
17. For the Maggots
18. Stomp
19. Amy's in the Attic
20. The Killing Fields
21. I Stuck Her With my Wang
22. Clown Love
23. My Kind of Bitch
24. Fuck the World
25. The Neden Game
26. The Dead Body Man
27. Fuck Off
28. I Stab People
29. Fat Sweaty Betty
30. $85 Bucks an Hour (feat. Twiztid)